# Hydaticus stappersi
Hydaticus stappersi är en skalbaggsart som beskrevs av Peschet 1915. Hydaticus stappersi ingår i släktet Hydaticus och familjen dykare. Inga underarter finns listade i Catalogue of Life.